# Masdevallia pernix
Masdevallia pernix är en orkidéart som beskrevs av Willibald Königer. Masdevallia pernix ingår i släktet Masdevallia och familjen orkidéer. Inga underarter finns listade i Catalogue of Life.